# الشحانیه (شهر)
الشحانیه یک منطقهٔ مسکونی در قطر است که در شحانیه واقع شده‌است. الشحانیه ۲۸۷٫۱ کیلومتر مربع مساحت و ۱۳۸٬۵۰۹ نفر جمعیت دارد.